# IBOLT
Die iBOLT Business Integration Suite ist eine Integrationsplattform, mit der sich die verschiedenen Software-Lösungen in einem Unternehmen so verbinden lassen (Enterprise Application Integration), dass ein einfacher Datenaustausch gewährleistet ist. Hersteller von iBOLT ist das israelische Unternehmen Magic Software, das die erste Version 2003 auf den Markt brachte. Inzwischen gibt es von iBOLT Spezialversionen für SAP R/3 bzw. ERP, SAP Business One, SAP All-in-One, Salesforce.com und J.D.Edwards/Oracle.
Die Software ist allerdings im deutschsprachigen Markt weniger im JDE-Umfeld, als vielmehr im SAP- und Salesforce.com-Umfeld erfolgreich.
Magic Software wird mit iBOLT von den Analysten bei Gartner in deren Magic-Quadranten für Application Infrastructure for Back-End Application Integration Projects als Visionär platziert. Als Grund für diese Platzierung wurden umfangreiche Funktionen wie Konvertierung, Human Workflow, Modellierung, Komposition, Portale und Business-Activity-Monitoring angeführt. Zudem wurden das große und weltweite iBOLT Netzwerk von Partnern (ISVs, Wiederverkäufern und Systemintegratoren), sowie das Angebot von iBOLT Spezialversionen für bestimmte Integrationsszenarien für SAP, Salesforce.com, JDE Connect und iSeries Systeme positiv bewertet.
Die Analysten von Forrester Research sehen iBOLT als Strong Performer for SOA in Application Server Platforms mit Stärken in Architektur, Entwicklung und im Softwareeinsatz und Schwächen bei Standard Support und einigen fortgeschrittenen Funktionen.

## Funktionsweise
iBOLT fungiert innerhalb einer Software-Landschaft als verbindende Datendrehscheibe, über die Anwendungen ihre Daten ohne Schnittstellenprogrammierung austauschen können. Sie übernimmt Daten aus der Ursprungsanwendung – etwa aus einem CRM-System –, transformiert diese in ein für die Zielapplikation verarbeitbares Format und schickt sie dann dorthin, beispielsweise an ein Finanzbuchhaltungssystem.
Da iBOLT bereits vorgefertigte Schnittstellen und Adapter mitbringt, müssen keine neuen Schnittstellen entwickelt werden, was Integrationsprojekte stark verkürzt. Darüber hinaus vereinfacht die sogenannte Integrationsplattform die gesamte IT-Infrastruktur: Statt Unternehmensanwendungen jeweils eins-zu-eins zu verbinden, was zu unübersichtlichen und komplexen Verbindungen führt, setzen Unternehmen iBOLT in den Mittelpunkt aller Kommunikationslinien. iBOLT stellt in dieser Vernetzungskonfiguration die alles verbindende Nabe in einem Rad dar (Hub-and-Spoke-Architektur). Welche Software letztendlich mit welcher Software via iBOLT kommuniziert, legen Nutzer auf einer grafischen Oberfläche fest. iBOLT integriert auf diese Weise Software durch Drag and Drop, statt durch das Programmieren von Schnittstellen.
iBOLT umfasst eine Bibliothek mit mehr als 50 Schnittstellen. Dazu gehören Datenbank-, Messaging- und Kommunikationsschnittstellen genauso wie Connectoren zu Services und ein Daten-Mapper. Unterstützt wird zudem XML, SQL, JMS, WebSphere, MSMQ, HTTP, SOAP, WSDL, UDDI und FTP.

## Beispiel
Ein Unternehmen betreibt für die Mitarbeiter im Vertrieb ein CRM-System und getrennt davon für die Buchhaltung ein Finanzbuchhaltungssystem.
Somit geben Vertrieb und Buchhaltung Daten wie Telefonnummern, Ansprechpartner, Rechnungsadresse in zwei getrennte Systeme ein. Neben der hierbei entstehenden Doppelarbeit können sich bei Änderungen, wie geänderte Adresse etc., die nur dem einen aber nicht dem anderen Team bekannt sind, erste Defizite im Informationsstand ergeben.
Zudem hat der Vertrieb in seinem CRM-System keine Einsicht in die Finanzbuchhaltung. Finanzinformationen zu den Kunden über Zahlungsrückstände beispielsweise erreichen ihn deshalb nicht. Daher könnte der Vertrieb einem bestehenden Kunden weitere Produkte oder Dienstleistungen verkaufen, obwohl dieser seit längerem seine Rechnungen nicht mehr bezahlt und möglicherweise neue Rechnungen ebenfalls abgeschrieben werden müssen.
Gerade in größeren Unternehmen lässt sich diese Aufgabenstellung nicht mehr auf Zuruf oder manuelle Weise regeln. Hier kommt dann eine Integrationsplattform ins Spiel. Diese synchronisiert die Daten in beliebig vielen Systemen, so dass immer der gleiche, neueste Informationsstand besteht. Sie kann vor allen Dingen auch eigentlich systemfremde Daten, beispielsweise Zahlungsrückstände aus dem Finanzbuchhaltungssystem in das CRM-System einbinden. Somit erhält der Vertrieb eine erweiterte und komplettere Sicht auf seine Kunden und kann dementsprechend besser handeln.